# جدایی (فیلم ۱۹۶۷)
جدایی (انگلیسی: Separation) یک فیلم به تهیه‌کنندگی و کارگردانی جک باند است که در سال ۱۹۶۷ میلادی ساخته شد و یک سال بعد به نمایش درآمد. این فیلم داستان زندگی زن میانسالی را پس از شکست در ازدواجش روایت می‌کند.

## بازیگران
- جین آردن در نقش جین
- دیوید دی کایسر در نقش شوهر
- ایان کواریر در نقش ایان
- ترنس د مارنی در نقش پیرمرد